# Laevilitorina bruniensis
Laevilitorina bruniensis is een slakkensoort uit de familie van de Littorinidae. De wetenschappelijke naam van de soort is voor het eerst geldig gepubliceerd in 1883 door Beddome.